# Ендър (департамент)
Ендър (на френски: Indre) е департамент в регион Център-Вал дьо Лоар, централна Франция. Образуван е през 1790 година от западните части на провинця Бери и малки области от провинциите Поату, Марш и Турен. Площта му е 6903 км², а населението – 223 010 души (2016). Административен център е град Шатору.